# Svend Frømming
Svend Theodor Frømming (Copenhague, 15 de agosto de 1918 - Roskilde, 7 de abril de 1979) fue un deportista danés que compitió en piragüismo en la modalidad de aguas tranquilas. Ganó una medalla de plata en el Campeonato Mundial de Piragüismo de 1950 en la prueba de K2 10 000 m.
Participó en dos Juegos Olímpicos de Verano en los años 1952 y 1956, su mejor actuación fue un séptimo puesto logrado en Melbourne 1956 en la prueba K1 10 000 m.

## Palmarés internacional
| Campeonato Mundial | Campeonato Mundial     | Campeonato Mundial | Campeonato Mundial |
| Año                | Lugar                  | Medalla            | Evento             |
| ------------------ | ---------------------- | ------------------ | ------------------ |
| 1950               | Copenhague (Dinamarca) | Medalla de plata   | K2 10 000 m        |